# Persée (portail)
Pour les articles homonymes, voir Persée (homonymie).
Persée permet la consultation et l'exploitation libres et gratuites de collections complètes de publications scientifiques. Créé par le ministère de l'Éducation nationale, de l'Enseignement supérieur et de la Recherche, il a été mis en ligne en 2005.
Aujourd'hui, Persée est une unité d'appui et de recherche dont les missions sont la valorisation numérique du patrimoine scientifique, la recherche et l'innovation en matière d'outils et de méthodes pour développer des corpus numériques, la diffusion de compétences et d'expertise dans ce domaine.
Le portail permet un accès ouvert à la connaissance : accès libre aux contenus, développement open source, standards ouverts, interopérabilité et exploitation transversale des données.
Suscité par la communauté des chercheurs, soucieux d'une meilleure visibilité de leur production scientifique, le portail Persée a pour vocation la numérisation et la mise en ligne des collections rétrospectives de ce vaste corpus. La diffusion élargie de ce riche patrimoine scientifique a pour objectif de permettre une meilleure valorisation de la recherche française, dans une logique de libre accès et de gratuité. Une partie du contenu est diffusée sous licence Creative Commons CC BY-NC-SA.

## Historique
Sa mise en œuvre a été confiée à l'Université Lyon II, et un second site de numérisation et de production a été choisi par le ministère, opérationnel depuis 2008 : la Bibliothèque de sciences humaines et sociales Paris Descartes-CNRS (UMS 3036). Son développement a été confié à la société informatique Linagora.
Le 7 février 2011, la direction de Lyon II met fin à la convention-cadre qui unissait l'université au programme Persée. Cette décision prend effet le 10 mai 2011. Considérée comme une menace de disparition, cette recommandation de l'AERES a pour but de créer une unité mixte de services CNRS, rattachée au PRES-Université de Lyon.
Au 1er janvier 2013, l'UMS Persée associant le PRES université de Lyon, l'École normale supérieure de Lyon et le Centre national de la recherche scientifique est créée. Dans ce cadre, l'équipe et ses infrastructures ont été déplacées et sont désormais hébergées par l'ENS de Lyon.
Dans la continuité du travail réalisé depuis plusieurs années, la période actuelle ouvre de nouvelles perspectives irriguées par « quatre idées-forces » :
- le patrimoine scientifique défini comme objet et comme outil de la recherche ;
- le choix d'une numérisation intelligente qui associe respect du document original et enrichissement documentaire ;
- les chercheurs identifiés comme public cible avec des besoins documentaires spécifiques ;
- l'ouverture et le partage pensés comme instruments de visibilité et de circulation scientifique.

Le 28 septembre 2015, pour ses dix ans, Persée sort son nouveau site entièrement repensé et enrichi.

## Contenus
Avec plus d'un million de documents diffusés et plus de 400 collections, librement accessibles en ligne, le fonds de Persée constitue la plus vaste ressource d'articles et de documents en sciences humaines et sociales francophones.
Disciplines couvertes : anthropologie, archéologie, arts, démographie, droit, économie, études classiques, études des grandes aires culturelles, études régionales, géographie, histoire, histoire des sciences et des techniques, linguistique, littérature, philosophie, psychologie, religion et théologie, sciences de l'éducation, science de l'environnement, science politique, science de l'information et de la communication, sociologie.
Pour une partie de ces revues, la partie la plus récente des collections est publiée sur le portail OpenEdition Journals.
Depuis 2005, le portail Persée offre un accès libre et gratuit à des collections complètes de publications scientifiques, principalement dans le domaine des sciences humaines et sociales. En 2015, il s'ouvre à de nouvelles disciplines et accueille désormais des publications en sciences et techniques ainsi qu'en sciences de la vie et de la Terre.
Début juillet 2023, le site passe le cap du million de documents numérisées et mis en ligne.

## Caractéristiques
- Adapté aux documents imprimés
- Numérisation destructive ou non
- Métadonnées : METS, Dublin Core, MODS, MARC XML, MADS (pour autorités). Importation possible de métadonnées depuis un SIGB.
- Texte intégral : TEI, Erudit schema (développé à Montréal pour les articles)
- Interopérabilité : OAI-PMH (avec Cairn.info et OpenEdition Journals), Z39.50, OKI/OSID (permet d'avoir une interface unique lorsqu'on recherche les articles d'une revue quelles que soient les successions d'éditeurs et d'interface d'éditeurs qui l'ont publiée).
- Identifiant articles : DOI (est facturé en fonction du chiffre d'affaires, donc peu onéreux)
- Navigation : Persée s'appuie sur une présentation arborescente des revues à laquelle les chercheurs sont habitués, et propose également des navigations transversales par rebonds (citations, auteurs, nuage de tags).
- Statistiques : via Google Analytics (villes et institutions d'origine, mots clés saisis dans les moteurs de recherche, etc.). Certification COUNTER en cours.
- Conservation : L'ensemble des revues présentes sur le portail Persée est en cours d'archivage. Le Centre informatique national de l'enseignement supérieur (CINES) assure cette mission en collaboration avec l'équipe de Persée.

## Liste des revues diffusées en accès libre (par discipline)

### Archéologie
- Annales d'Éthiopie
- Antiquités africaines
- Archaeonautica
- Bulletin de correspondance hellénique
- Bulletin de la Société préhistorique française
- Bulletin de l'École française d'Extrême-Orient
- Cahiers du Centre Gustave Glotz
- Comptes-rendus de l'Académie des inscriptions et belles-lettres
- Gallia
- Gallia Préhistoire
- Journal de la Société des océanistes
- Journal des africanistes
- Journal des savants
- Mélanges de l'École française de Rome
- Mélanges de la Casa de Velázquez
- Monuments et mémoires de la Fondation Eugène Piot
- Paléo : Revue d'archéologie préhistorique
- Paléorient
- Revue archéologique de l'Ouest
- Revue archéologique de Narbonnaise
- Revue archéologique de Picardie
- Revue archéologique du Centre de la France
- Revue belge de philologie et d'histoire
- Revue numismatique
- Syria : archéologie, art et histoire

### Arts
- Arts asiatiques
- Bulletin de l'École française d'Extrême-Orient (BEFEO)
- Livraisons d'histoire de l'architecture
- Monuments et mémoires de la Fondation Eugène Piot
- Revue de l'art
- Syria : archéologie, art et histoire
- Vibrations. Musiques, médias, société

### Anthropologie
- Archipel
- Bulletin de l'École française d'Extrême-Orient (BEFEO)
- Bulletins et mémoires de la société d'anthropologie de Paris
- Cahiers d'études africaines
- Enfance
- Journal de la Société des américanistes
- Journal de la Société des océanistes
- Journal des africanistes
- L'Homme
- Mètis : anthropologie des mondes grecs anciens
- Quaternaire
- Recherches en anthropologie au Portugal
- Revue des études slaves
- Revue Tiers Monde
- Sciences sociales et santé

### Droit
- L'Annuaire des collectivités locales
- L'Annuaire français de droit international
- Revue internationale de droit comparé

### Économie
- L'Annuaire des collectivités locales
- Économie et Statistique
- Économie & Prévision
- Économie rurale
- Perspectives chinoises
- Revue d'économie financière
- Revue d'économie industrielle
- Revue de l'OFCE
- Revue d'études comparatives Est-Ouest
- Revue économique
- Revue française d'économie
- Revue Tiers Monde
- Sciences sociales et santé

### Géographie
- Annales de géographie
- Ebisu : études japonaises
- L'Espace géographique
- Espace Populations Sociétés
- FLUX : cahiers scientifiques internationaux réseaux et territoires
- GéoCarrefour
- Géomorphologie : relief, processus, environnement
- L'information géographique
- Méditerranée
- Norois
- Quaternaire
- Revue de géographie alpine
- Revue géographique des Pyrénées et du Sud-Ouest
- Revue Tiers Monde
- Sud-Ouest européen
- Villes en parallèle

### Histoire
- Actes des congrès de la Société des historiens médiévistes de l'enseignement supérieur public
- Annales
- Annales de Bretagne et des pays de l'Ouest
- Annales de Normandie
- Annales du Midi
- Annales d'Éthiopie
- Annales historiques de la Révolution française
- Antiquités africaines
- Archives de sciences sociales des religions
- Aséanie : sciences humaines en Asie du Sud-Est
- Bibliothèque de l'École des chartes
- Bulletin de la Commission royale d'Histoire (Académie royale de Belgique)
- Bulletin de l'École française d'Extrême-Orient (BEFEO)
- Bulletin hispanique
- Cahiers de civilisation médiévale
- Cahiers d'études africaines
- Cahiers de linguistique hispanique médiévale
- Cahiers d'Extrême-Asie
- Cahiers du Centre Gustave Glotz
- Cahiers du monde russe
- Comptes rendus de l'Académie des inscriptions et belles-lettres
- Dialogues d'histoire ancienne
- Ebisu : études japonaises
- Extrême-Orient, Extrême-Occident
- Genèses
- Histoire de l'éducation
- Histoire, économie & société
- Histoire Épistémologie Langage
- Histoire & Mesure
- Journal de la Société des océanistes
- Journal des savants
- Livraisons d'histoire de l'architecture
- Matériaux pour l'histoire de notre temps
- Médiévales
- Mélanges de la Casa de Velázquez
- Mélanges de l'École française de Rome
- Mètis : anthropologie des mondes grecs anciens
- Mil neuf cent : Revue d'histoire intellectuelle (Cahiers Georges Sorel)
- Réforme, Humanisme, Renaissance
- Revue belge de philologie et d'histoire
- Revue de l'histoire des religions
- Revue des études byzantines
- Revue des études grecques
- Revue des études slaves
- Revue des mondes musulmans et de la Méditerranée
- Revue d'histoire de la pharmacie, suite du Bulletin de la Société d'histoire de la pharmacie (édités par la Société d'histoire de la pharmacie)
- Revue d'histoire de l'Église de France
- Revue d'histoire des sciences
- Revue numismatique
- Seizième siècle (XVIe siècle)
- Syria
- Vingtième Siècle : Revue d'histoire
- XVII-XVIII : revue de la Société d'études anglo-américaines des XVIIe et XVIIIe siècles

### Linguistique
- Bulletin de l'École française d'Extrême-Orient (BEFEO)
- Cahiers de linguistique : Asie Orientale
- Faits de langues
- Histoire Épistémologie Langage
- L'Information grammaticale
- Journal des africanistes
- Langage et société
- Langages
- Langue française
- Revue des études slaves

### Littérature
- Bulletin hispanique
- Cahiers de l'AIEF
- Cahiers d'études hispaniques médiévales
- Cahiers du monde russe
- Extrême-Orient, Extrême-Occident
- Littérature
- Mélanges de la Casa de Velázquez
- Mètis : anthropologie des mondes grecs anciens
- Réforme, Humanisme, Renaissance
- Revue des études grecques
- Romantisme
- Seizième siècle (XVIe siècle)
- XVII-XVIII : revue de la Société d'études anglo-américaines des XVIIe et XVIIIe siècles

### Philosophie
- Autres temps
- Extrême-Orient, Extrême-Occident
- Horizons philosophiques
- Laval théologique et philosophique
- Philosophiques
- Recherches sur Diderot et sur l'Encyclopédie
- Réforme, Humanisme, Renaissance
- Revue des études grecques
- Revue philosophique de Louvain

### Psychologie
- L'Année psychologique
- Enfance

### Science de l'éducation
- Histoire de l'éducation
- Revue française de pédagogie

### Science politique
- Critique internationale
- Mots : Les langages du politique
- Perspectives chinoises
- Pôle Sud
- Politique étrangère
- Politiques et Management public
- Politix : revue des sciences sociales du politique
- Réseaux – Communication – Technologie – Société
- Revue des mondes musulmans et de la Méditerranée
- Revue d'études comparatives Est-Ouest
- Revue française de science politique
- Revue Tiers Monde

### Sciences de l'information et de la communication
- Communication & Langages, suite des Cahiers de la publicité
- Communications
- Culture et Musées
- Quaderni

### Sciences sociales
- Actes de la recherche en sciences sociales
- Archives de sciences sociales des religions
- Aséanie : sciences humaines en Asie du Sud-Est
- Cahiers d'Extrême-Asie
- Les Cahiers du Grif
- Cahiers du monde russe
- Ebisu : études japonaises
- Espace Populations Sociétés
- Genèses
- Mil neuf cent : Revue d'histoire intellectuelle, suite des Cahiers Georges Sorel
- Population
- Réseaux – Communication – Technologie – Société
- Revue européenne des migrations internationales
- Santé, société et solidarité
- Sciences sociales et santé

### Sociologie
- L'Annuaire des collectivités locales
- Archipel
- Archives de sciences sociales des religions
- Autres temps
- Les cahiers du GRIF
- Déviance et société
- Enfance
- Espace Populations Sociétés
- FLUX : cahiers scientifiques internationaux réseaux et territoires
- Langage & Société
- Perspectives chinoises
- Réseaux : communication – technologie – société
- Revue d'études comparatives Est-Ouest
- Revue française de sociologie
- Revue Tiers Monde
- Sciences sociales et santé
- Sociétés contemporaines